# Parque de la Ciudad (Hamburgo)
El parque de la Ciudad, en Hamburgo, Alemania (en alemán: Hamburger Stadtpark), más conocido sencillamente como Stadtpark, es un gran parque urbano en el barrio Winterhude, distrito de Hamburgo-Nord. Con una superficie de 148 hectáreas, es el segundo parque más grande de la ciudad después del Parque Popular Altona (Altona Volkspark). El Parque está considerado el pulmón de Hamburgo, no obstante estar situado a unos 3 kilómetros del centro de la ciudad.
Inaugurado en 1914, el parque de la Ciudad es un ejemplo importante del diseño paisajístico alemán y de la transformación de un jardín urbano a un parque urbano.

## Historia
Como muchas ciudades durante la era de la industrialización, Hamburgo creció sustancialmente en las últimas décadas del siglo XX y se reconstruyeron muchos antiguos espacios abiertos. Para contrarrestar este desarrollo, en 1901 el senado y el parlamento de Hamburgo acordaron comprar la arboleda Sierich (Sierichsches Gehölz), que en su momento era un coto de caza perteneciente a un famoso orfebre llamado Adolf Sierich, quien había fallecido dos años antes, y desarrollar un parque urbano. En 1908 se organizó un concurso para su diseño, pero no se pudo llegar a un consenso. En enero de 1909, el ingeniero jefe de la ciudad Fritz Sperber presentó en nombre del senado dos diseños basados en los resultados del concurso, uno paisajístico y pictórico y el otro geométrico. En junio de 1909, fue nombrado un nuevo director del Departamento de Planificación e Inspección de la Construcción de la ciudad, Fritz Schumacher, y en enero de 1910 él y Sperber presentaron un diseño conjunto al parlamento, que posteriormente fue aprobado. El parque se inauguró cuatro años después, aunque pasarían otros 14 años antes de verse concluidos los trabajos. Después de 1918, los trabajos de jardinería y paisajismo estuvieron principalmente a cargo del primer director hortícola de Hamburgo, Otto Linne.
Durante el bombardeo de Hamburgo en la Segunda Guerra Mundial, la mayoría de edificios dentro del parque fueron dañados, algunos severamente, siendo algunos reconstruidos después de la guerra y otros reemplazados con los años por otras edificaciones. 

### Posguerra
La necesidad de espacio de oficinas adicional en la década de 1960 llevó al desarrollo de City Nord, un distrito comercial ubicado al noreste del parque de la Ciudad.
Hasta la adopción del programa de mantenimiento del parque en 1995, con directrices para el mantenimiento y el desarrollo del parque, solo se habían llevado a cabo a lo largo de los años medidas básicas de mantenimiento. A partir de la implementación del programa, se restauraron gradualmente hitos y referencias históricas, incluido el borde de olmos del Festwiese (lit. prado de la Feria).
En 2001 se fundó la asociación Stadtparkverein e.V. con el fin de encargarse del mantenimiento y desarrollo el parque.

## Descripción general
El monumento más famoso del parque es el planetario de Hamburgo, que ocupa una antigua torre de agua de ladrillo de 64 metros de altura, diseñada por Oskar Menzel y construida en 1914. Desde 1930 la torre, que por la noche se ilumina con varios colores, alberga el planetario más grande de Alemania. Está situada en la mitad occidental del parque y es accesible por una avenida de 500 metros de largo en su lado este. Esta avenida conduce al Festwiese, que limita con el lago artificial del parque, llamado Stadtparksee (lit. lago del parque de la ciudad).
La mayor parte de la mitad occidental del parque, que está atravesado por una calle en su centro , y sus bordes están formados por bosques silvestres. Alrededor también se encuentran varios campos y pabellones deportivos, una piscina al aire libre y un estadio de atletismo. Por todo el parque hay docenas de parques infantiles e instalaciones deportivas. El estadio del Hamburg Rugby Club se encuentra en la calle Saarlandstrasse, al noreste del parque. En el extremo noreste se encuentra el Freilichtbühne, un escenario al aire libre para conciertos de música.
El lago está conectado a través del Goldbekkanal con la extensa red de canales de Hamburgo. Los ferries del Alster conectan el parque y el Jungfernstieg en el centro de la ciudad.
Cada año, en septiembre, se celebra una carrera de coches antiguos en el parque, conocida como Stadtpark-Revival.

## Galería de imágenes

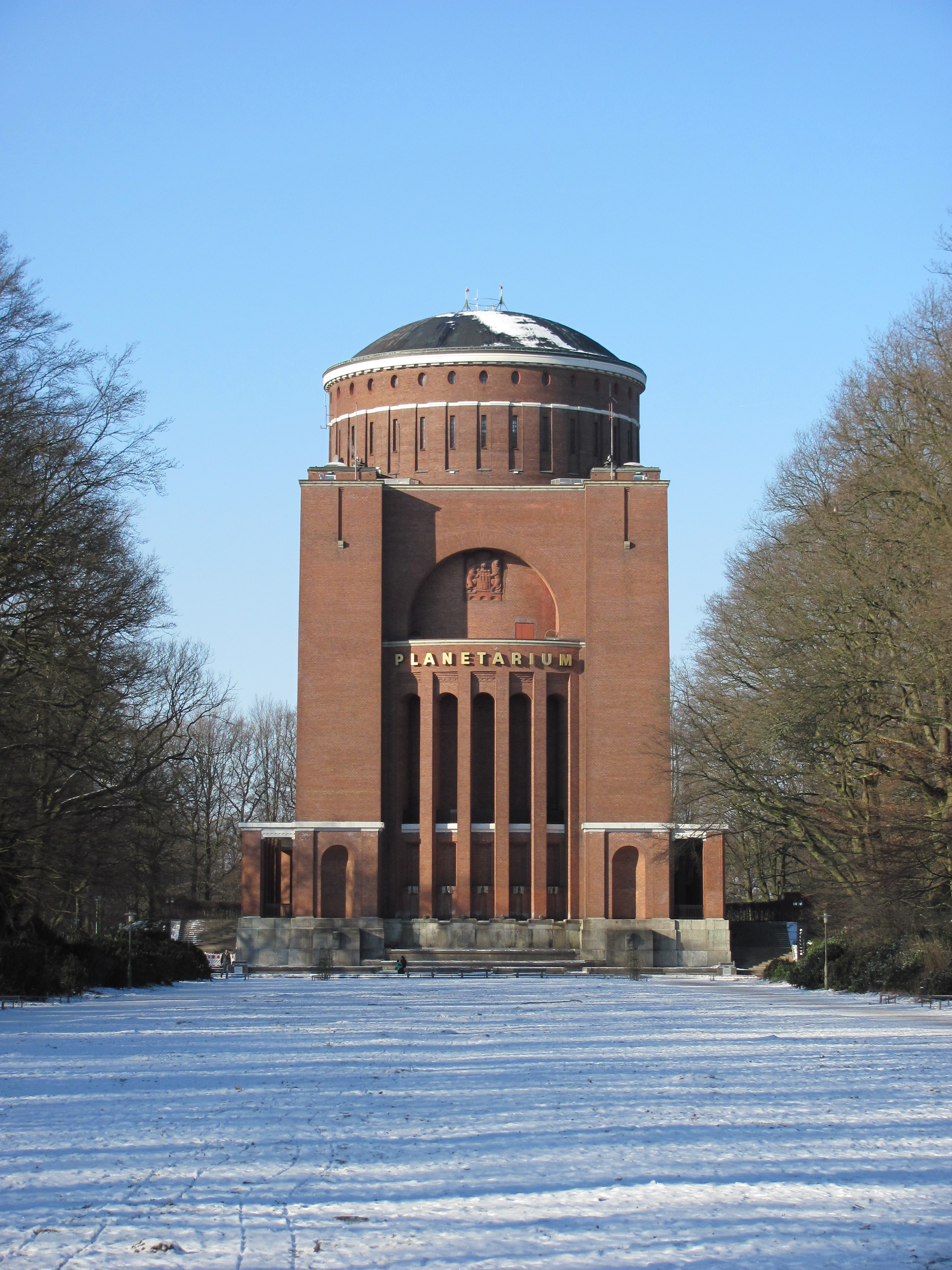
Invernal: planetario
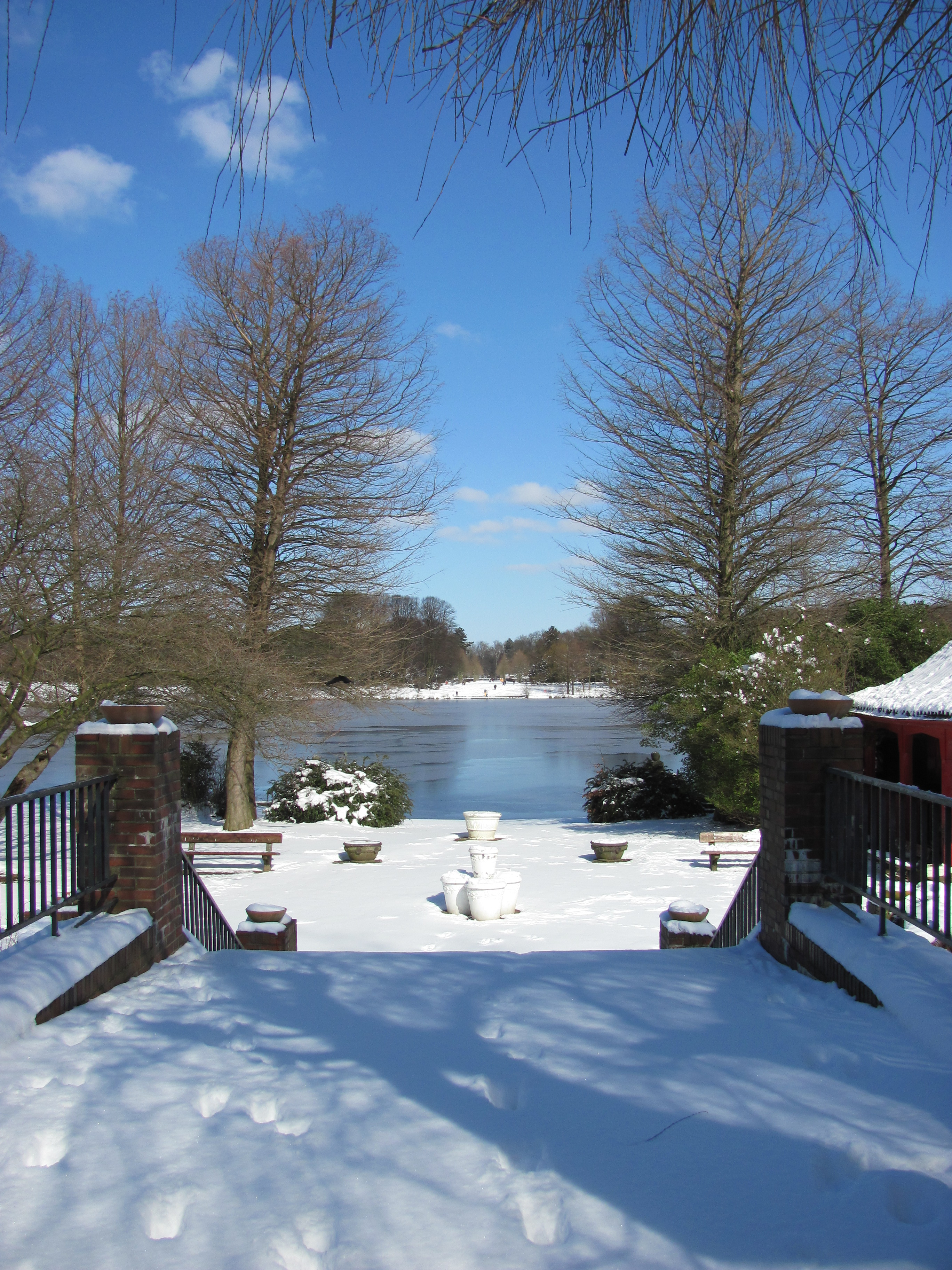
Laguna
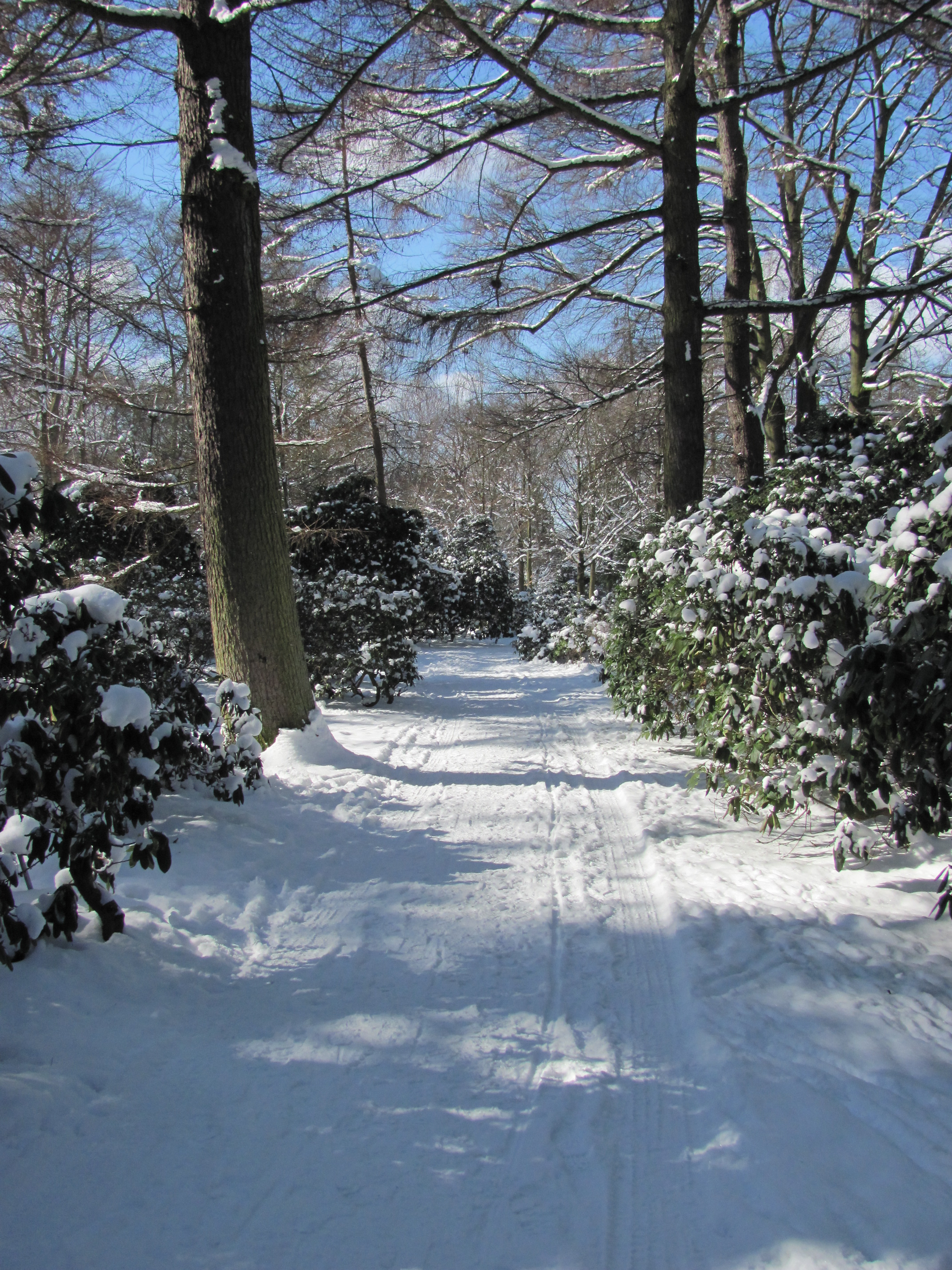
Sendero
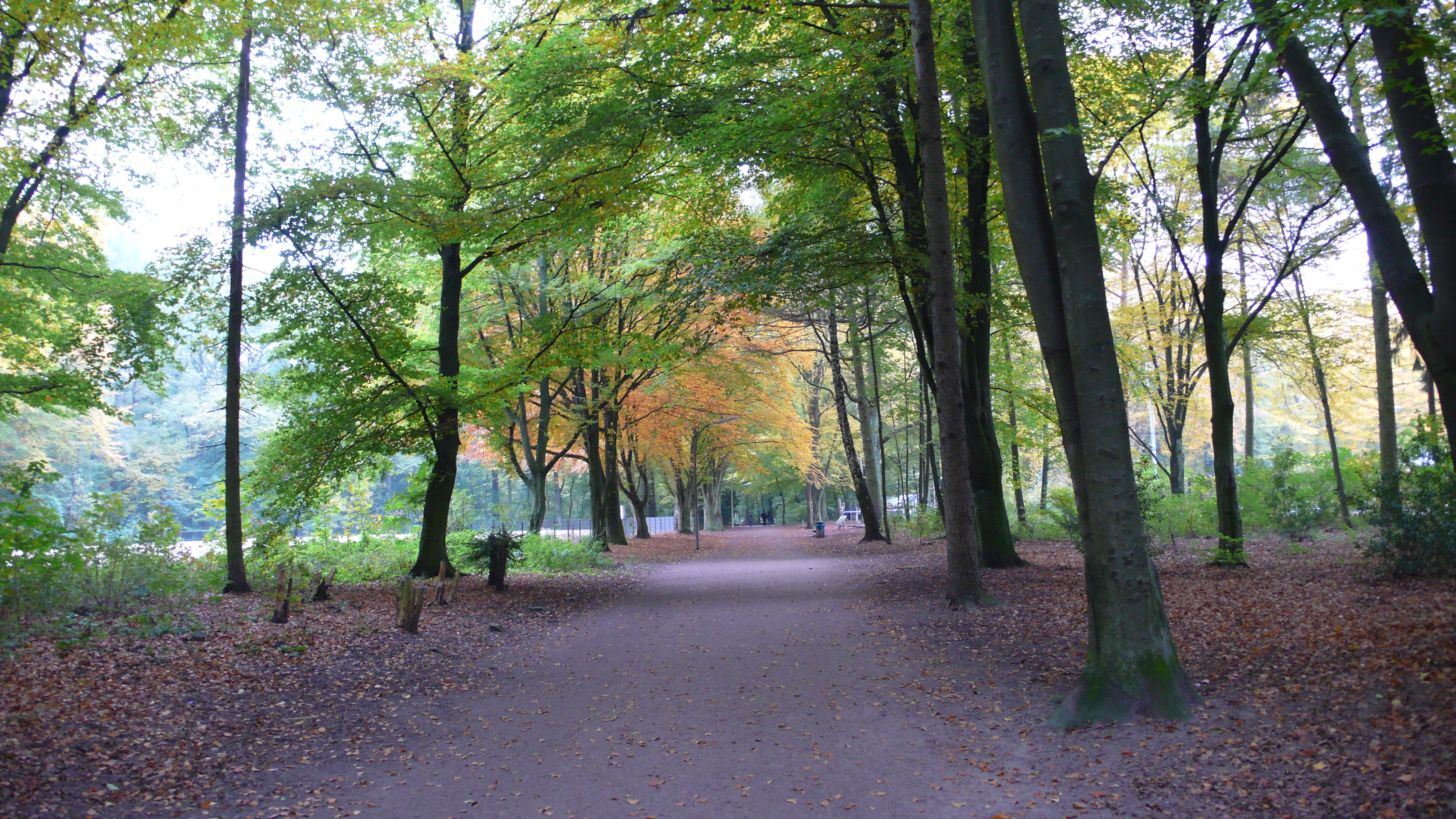
Camino y prados
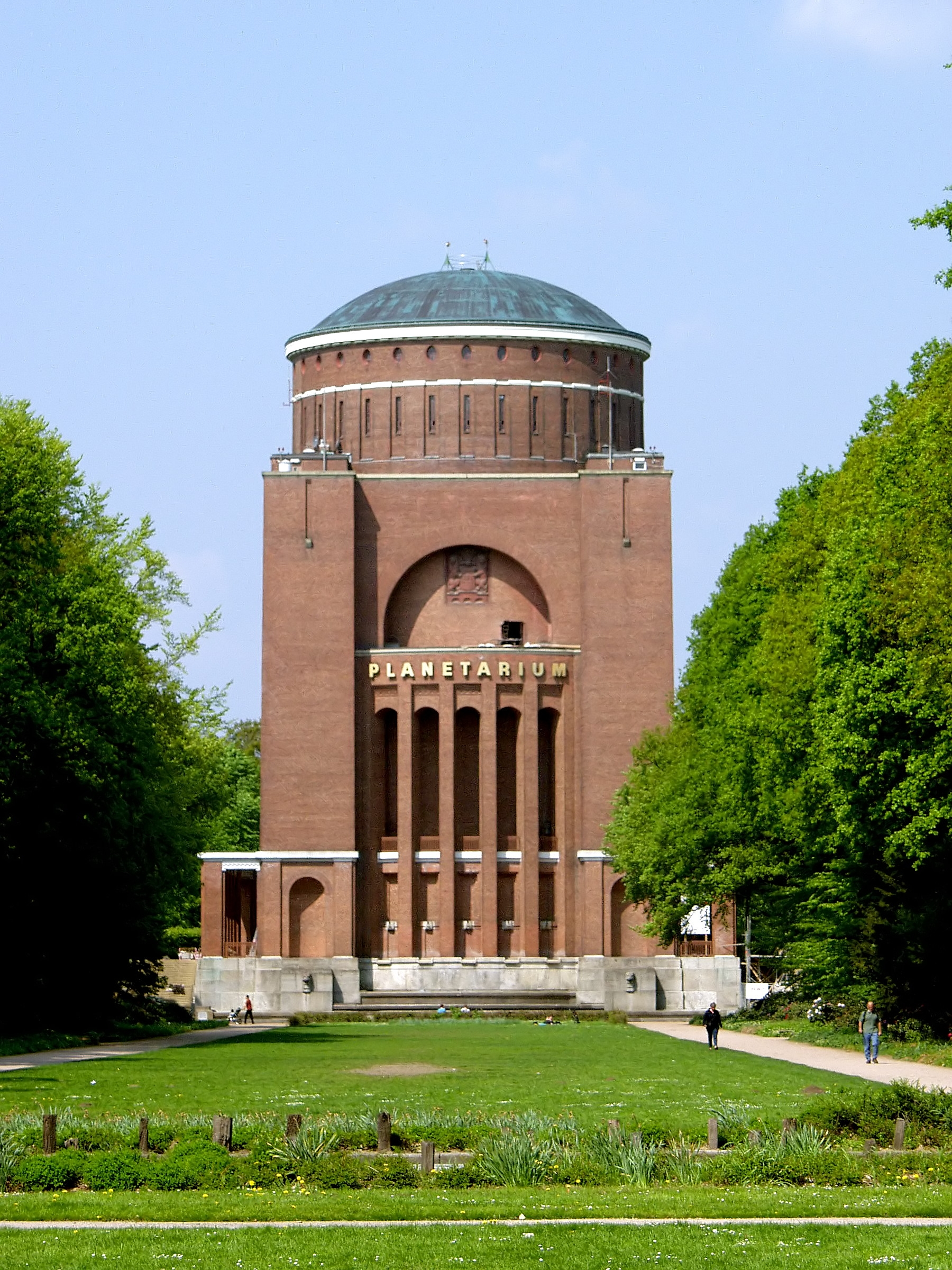
El planetario de Hamburgo
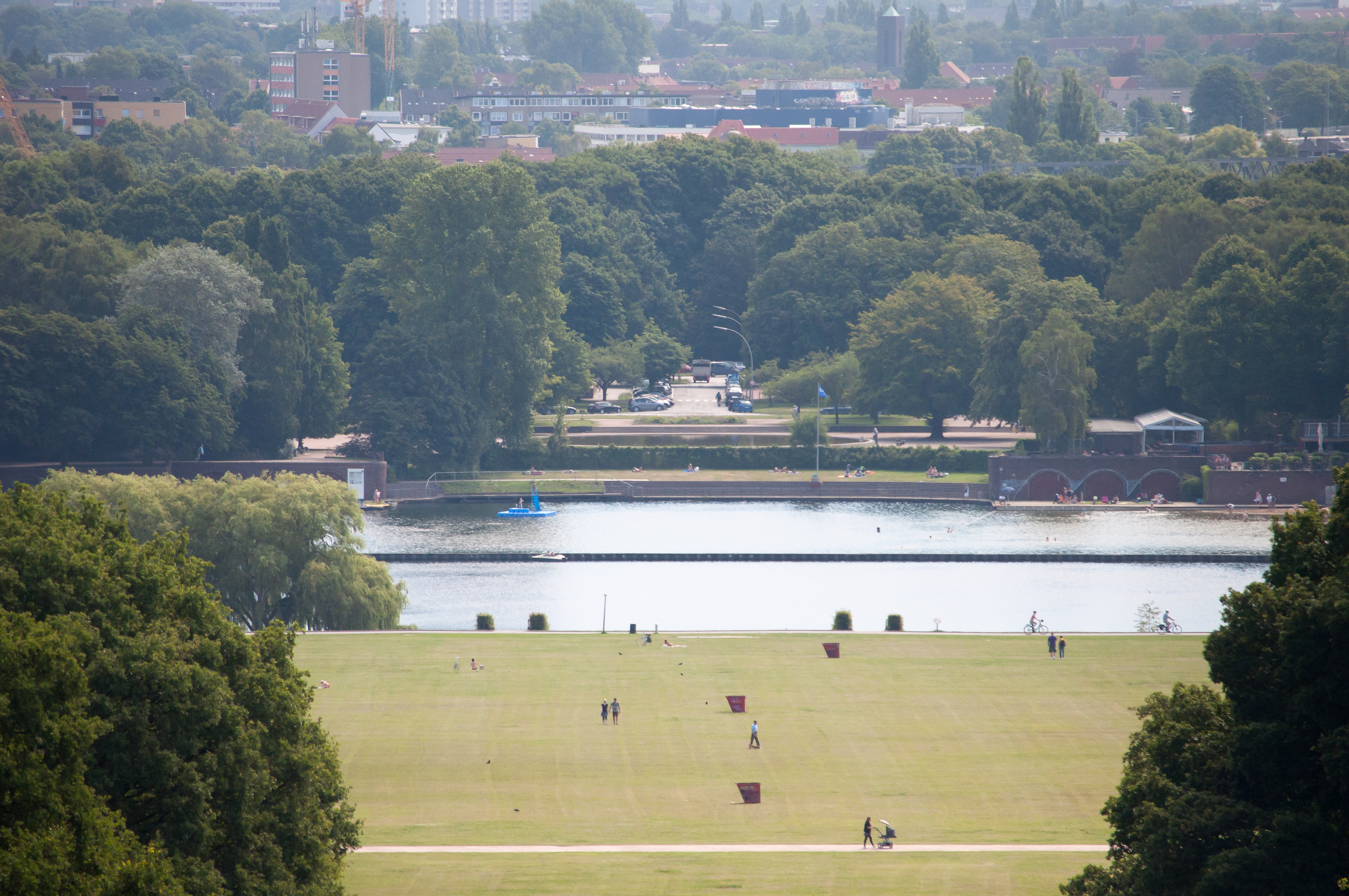
Vista del lago y el ‘prado de la Feria’ (Festwiese)